# Gangteng Tulku Rinpocze

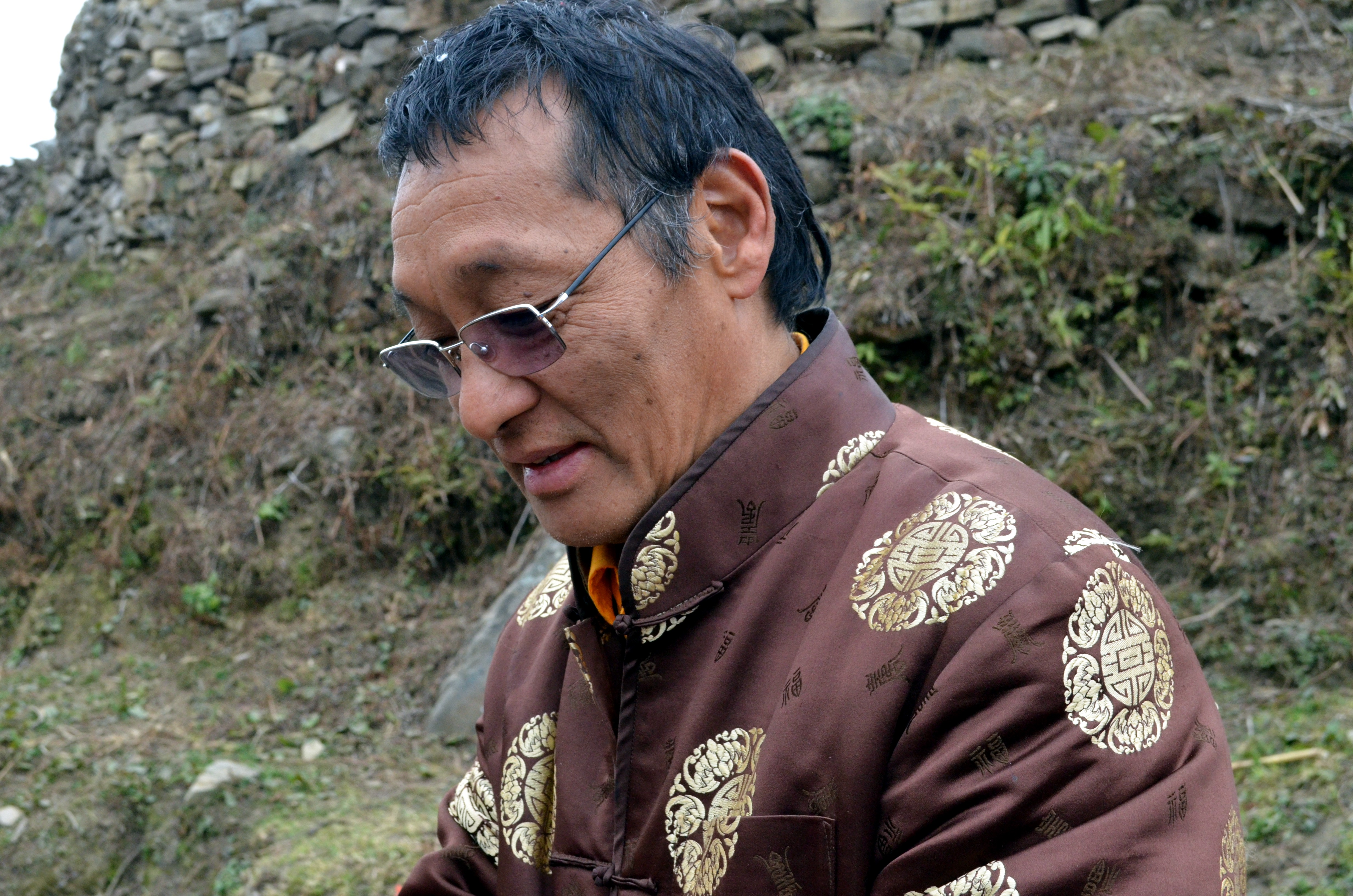
Obecny Gangteng Tulku Rinpocze (ur. 1955)

Gangteng Tulku Rinpocze (tyb.: སྒང་སྟེང་སྤྲུལ་སྐུ་རིན་པོ་ཆེ།; Wylie: sgang steng sprul sku rin po che) – linia tulku (Wylie: sprul sku) mistrzów buddyzmu tybetańskiego bhutańskiej narodowej tradycji ningma zwanej Peling (Wylie: pad gling). Linia ta zwana jest również linią przekazu Peling Gjalse Rinpoczów (Wylie: pad gling rgyal sras). Mistrzowie tej linii nauczają zbioru wszystkich term Pema Lingpy zwanego Peling Terciö (Wylie: Pad gling gter chos), w tym kompletny przekaz dzogczen według termy zwanej "Dzogczen - Suma Intencji Samantabhadry" (Wylie: Rdzogs chen kun bzang dgongs ’dus). Tradycyjną siedzibą Gangteng Tulku Rinpoczów jest klasztor Gangteng (dzongkha. སྒང་སྟེང་དགོན་པ; Wylie: sgang steng dgon pa) w Bhutanie w dystrykcie Wangdue Phodrang. Klasztor ten jest największym prywatnym klasztorem w Bhutanie. Obecnym Peling Gjalse Rinpoczem jest IX Gangteng Tulku Rinpocze Rikdzin Künsang Pema Namgjal. Jest on założycielem międzynarodowej wspólnoty praktykujących tradycję Peling zwanej "Yeshe Khorlo", która działa również w Polsce.

## Linia Gangteng Tulku Rinpoczów[2][3]
|    | Stanowisko                   | Czas życia | Język tybetański                                    | Transliteracja Wyliego                                                  |
| -- | ---------------------------- | ---------- | --------------------------------------------------- | ----------------------------------------------------------------------- |
| 1. | Gangteng Tulku Rinpocze I    | 1564-1642  | རྒྱལ་སྲས་པདྨ་འཕྲིན་ལས Gjalse Pema Dżinle                  | Rgyal-sras Padma-’phrin-las                                             |
| 2. | Gangteng Tulku Rinpocze II   | 1645-1726  | བསཏན་འཛིན་ལེགས་པའི་དོན་གྲུབ Tendzin Lekpe Töndrup         | Bstan-’dzin-legs-pa’i-don-grub                                          |
| 3. | Gangteng Tulku Rinpocze III  | 1727-1758  | འཕྲིན་ལས་རྣམ་རྒྱལ Dżinle Namgjal                         | ’Phrin-las-rnam-rgyal aka Kun-bzang-padma-rnam-rgyala                   |
| 4. | Gangteng Tulku Rinpocze IV   | 1759-1790  | བསྟན་འཛིན་སྲིད་ཞི་རྣམ་རྒྱལ Tendzin Sisi Namgjal             | Bstan-’dzin-srid-zhi-rnam-rgyal                                         |
| 5. | Gangteng Tulku Rinpocze V    | 1791-1840  | ཨོ་རྒྱན་དགེ་ལེགས་རྣམ་རྒྱལ Ogjen Gelek Namgjal               | O-rgyan-dge-legs-rnam-rgyal                                             |
| 6. | Gangteng Tulku Rinpocze VI   | 1841-1874  | ཨོ་རྒྱན་བསྟན་པའི་ཉི་མ Ogjen Tenpe Nima                    | O-rgyan Bstan-pa’i-nyi-ma                                               |
| 7. | Gangteng Tulku Rinpocze VII  | 1875-1905  | ཨོ་རྒྱན་བསྟན་པའི་ཉིན་བྱེད Ogjen Tenpe Nincie                | O-rgyan Bstan-pa’i-nyin-byed (brat of Zhabs-drung ’Jigs-med Chos-rgyal) |
| 8. | Gangteng Tulku Rinpocze VIII | 1906-1949  | ཨོ་རྒྱན་འཕྲིན་ལས་རྡོ་རྗེ Ogjen Dżinle Dordże                 | O-rgyan ’Phrin-las-rdo-rje                                              |
| 9. | Gangteng Tulku Rinpocze IX   | ur. 1955   | རིག་འཛིན་ཀུན་བཟང་པདྨ་རྣམ་རྒྱལ Rikdzin Künsang Pema Namgjal | Rig-’dzin Kun-bzang Padma-rnam-rgyal                                    |